# Deutsches Olympiade-Komitee für Reiterei
Das Deutsche Olympiade-Komitee für Reiterei e. V. (kurz: DOKR) wurde 1913 gegründet und betreut den Spitzenreit- und -fahrsport. Es ist an die Deutsche Reiterliche Vereinigung (FN) angeschlossen und dort für den Leistungssport zuständig.
Das DOKR nominiert auf Vorschlag der jeweiligen Bundestrainer die Reiter und Pferde für die Teilnahme an internationalen offiziellen Prüfungen (CHIO), Championaten und Olympischen Spielen und bereitet die Paare vor.
Trainingsstätte des DOKR ist das Bundesleistungszentrum (BLZ) in Warendorf.